# Bunga Tanjung (Pangkalan Jambu)
Bunga Tanjung is een bestuurslaag in het regentschap Merangin van de provincie Jambi, Indonesië. Bunga Tanjung telt 693 inwoners (volkstelling 2010).